# Parque Pasonanca
El Parque Pasonanca es un parque público situado en Pasonanca en la ciudad de Zamboanga, en la isla de Mindanao al sur de Filipinas.

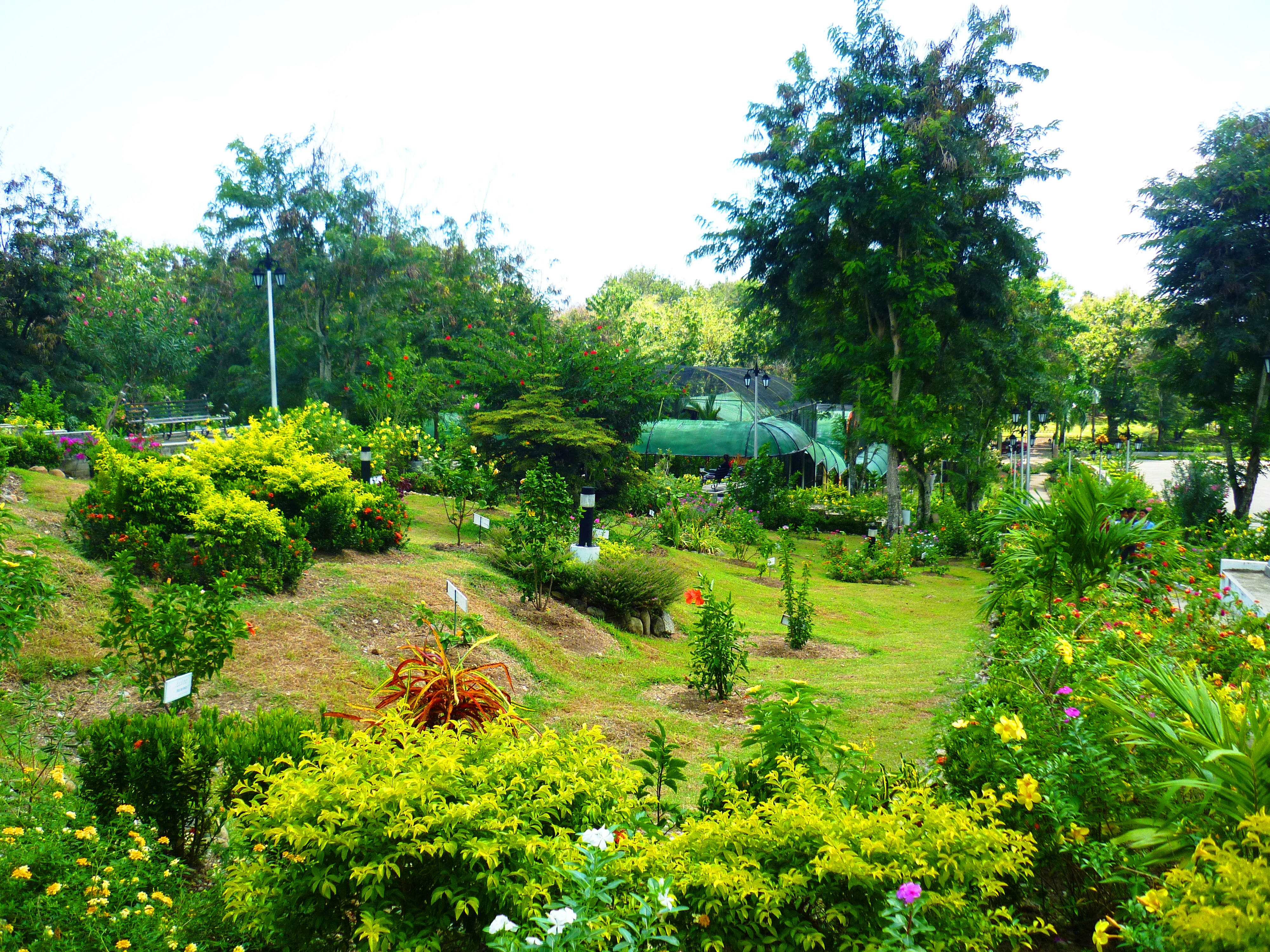
Jardín María Clara Llobregat

La construcción del parque se inició en 1912 por disposición del general John J. Pershing , Gobernador de la Provincia Mora, y se completó durante la administración del Frank W. Carpenter, Gobernador del Departamento de Mindanao y Sulu ( 1914-1920 ) . Thomas Hanley, un diseñador de parques, arribó en 1912 desde los Estados Unidos a petición de Pershing para servir en Pasonanca, y fue responsable del diseño original del parque.
El parque también cuenta con un camping separado para hombres y mujeres, un anfiteatro y un centro de convenciones, entre otras instalaciones.